# 1893 en el cinema
Aquest article és una llista d'esdeveniments sobre el cinema que es van produir durant el 1893.

## Esdeveniments
- Thomas Edison crea el llavors anomenat "primer estudi de pel·lícules en moviment d'Amèrica", batejat com a "Black Maria" pel seu personal.[1]
- Blacksmith Scene va ser realitzat i presentat per Thomas Edison.
- Primer gran mostra de pel·lícules de manera públiCa, World's Columbian Exposition.

## Pel·lícules
- Blacksmith Scene, dirigida per William K. L. Dickson.
- Horse Shoeing, un curtmetratge documental protagonitzat i dirigit per William K. L. Dickson.
- Rabbits, dirigida per Étienne-Jules Marey

## Naixements

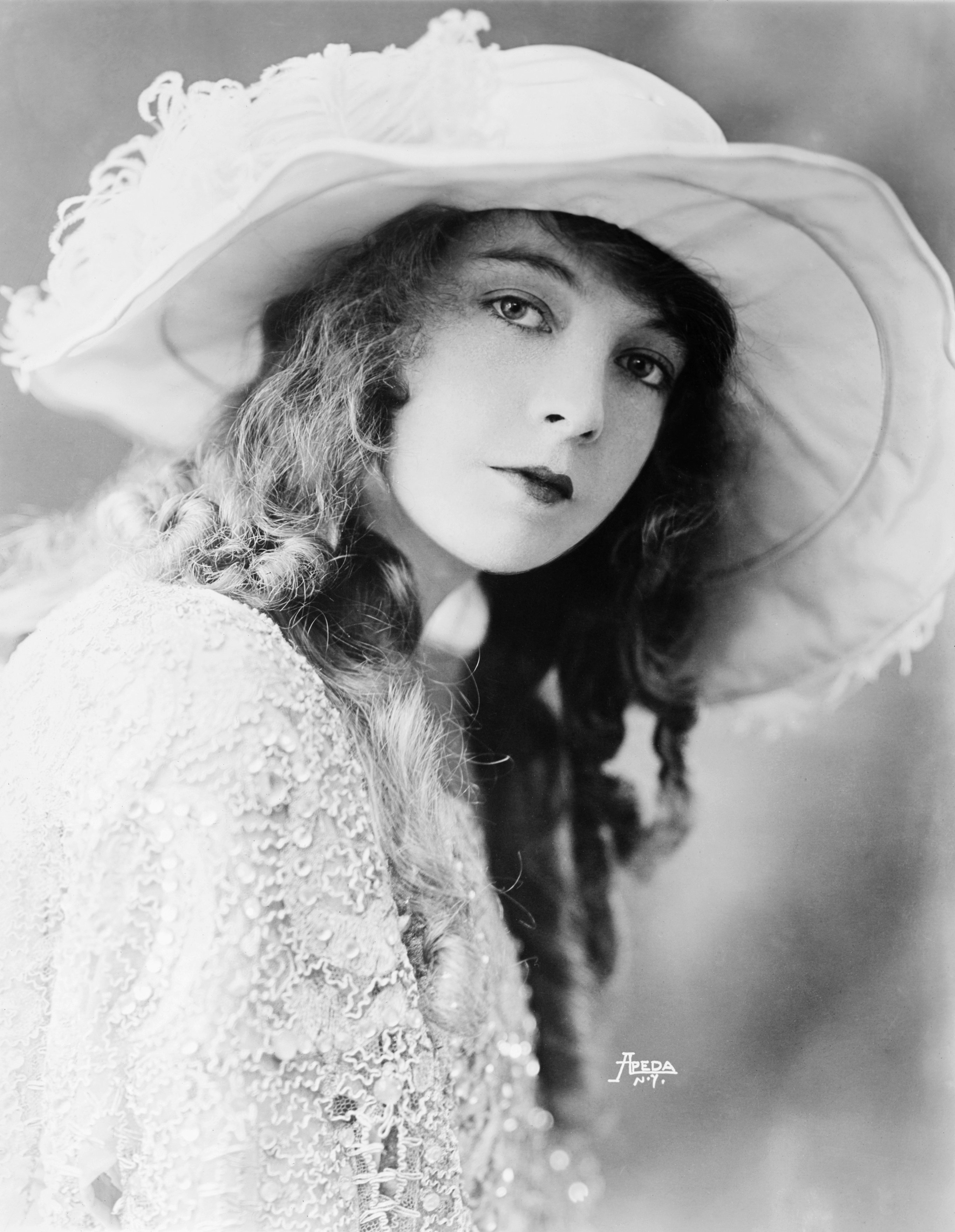
Lililan Gish

- Lililan Gish10 de febrer – Jimmy Durante, actor i cantant estatunidenc (d. 1980)
- 7 de març – Elsa Ratassepp, actriu estoniana (d. 1972)
- 29 de març – Astrid Holm, actriu danesa (d. 1961)
- 3 d'abril – Leslie Howard, actor britànic (d. 1943)
- 12 d'abril – Robert Harron, actor estatunidenc (d. 1920)
- 20 d'abril – Harold Lloyd, actor estatunidenc (d. 1971)
- 14 de juny – Suzanne Grandais, actriu francesa (d. 1920)
- 30 de juny – June Elvidge, actriu estatunidenca (d. 1965)
- 6 de juliol – Lech Owron, actor polonès (d. 1965)
- 22 de juliol – Vivian Martin, actriu estatunidenca (d. 1987)
- 17 d'agost – Mae West, actriu estatunidenca (d. 1980)
- 30 d'agost – Vera Kholodnaya – actriu de cinema rus (d. 1919)
- 16 de setembre – Alexander Korda, director de cinema hongarès, fundador de London Films (d. 1956)
- 14 d'octubre – Lillian Gish, actriu estatunidenca (d. 1993)
- 7 de desembre – Fay Bainter, actriu estatunidenca guanyador de premis de l'Acadèmia (d. 1968)
- 12 de desembre – Edward G. Robinson, actor estatunidenc d'origen romanès (d. 1973)
- 24 de desembre – Harry Warren, nascut com a Salvatore Antonio Guaragna, cantautor per a cinema estatunidenc (d. 1981)